# Hilary Rhoda

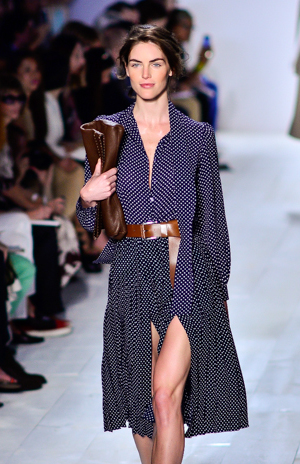
Hilary Rhoda (2013)

Hilary Rhoda (* 6. April 1987 als Hilary St. Claire, in Chevy Chase, Maryland) ist ein amerikanisches Model. Sie wurde bekannt durch ihre Arbeit für Estée Lauder oder ihre Fotostrecke im Jahr 2009 in der Zeitschrift Sports Illustrated.
Ihre Maße sind 86-66-87 bei einer Körpergröße von 1,80 m.

## Biografie
Rhoda wurde in Washington, D.C. von der Modelagentur ProScout bei einem Casting entdeckt bekam einen Vertrag bei der Agentur IMG Models.
Vor ihrer Karriere besuchte sie ein katholisches Mädchen-Internat in Maryland.
Sie hatte Werbekampagnen für Balenciaga, Valentino, Belstaff, Dolce & Gabbana, Givenchy, Donna Karan, Gucci, Gap, Dsquared², Blumarine, Ralph Lauren und war im Katalog von Victoria’s Secret abgebildet. Rhoda war auf den Titelseiten von Vogue, Harper’s Bazaar, Time, Numéro und W. Im Jahr 2006 lief sie erstmals Modeschauen der Haute-Couture für Chanel, Christian Dior, Christian Lacroix, Givenchy, Jean Paul Gaultier und Valentino.
2007 wurde sie in der Mai-Ausgabe der amerikanischen Vogue neben Caroline Trentini, Doutzen Kroes, Sasha Pivovarova, Chanel Iman, Lily Donaldson, Raquel Zimmermann, Agyness Deyn, Coco Rocha und Jessica Stam in der neuen Gruppe der Supermodels genannt. Im gleichen Jahr schloss sie einen Vertrag mit Estée Lauder ab, die sie zum neuen Gesicht der Marke machte. Durch einen Verdienst in den letzten zwölf Monaten von zwei Millionen US-Dollar wurde sie von Forbes im Juli 2007 auf dem 12. Platz der 15 bestverdienenden Models geführt.
Mit der Geburt ihres Sohnes im Juli 2020 wurde Rhoda erstmals Mutter.